# Ingo Harden
Ingo Harden, né le 26 février 1928, est un critique musical et écrivain allemand.

## Biographie
Né à Hambourg, Harden étudie la musicologie avec Heinrich Husmann et le piano avec Ilse Fromm-Michaels. À partir de 1954, il travaille d'abord comme auteur, puis comme éditeur pour le Nordwestdeutscher Rundfunk de l'époque. En 1964, il prend la direction de la rédaction du Fono Forum (de) et dirige la revue jusqu'en 1976. À partir de 1964, il est l'un des jurés, plus tard jusqu'en 2000, secrétaire général du Preis der deutschen Schallplattenkritik. De 1977 à 1991, Harden est le représentant allemand de l'International Record Critics' Award. Après des décennies de travail en tant que critique de disques pour des revues spécialisées et des quotidiens tels que Frankfurter Allgemeine Zeitung et Die Welt, Harden est toujours actif en tant qu'auteur pour la radio et les livres.

## Publications
- Claudio Arrau : e. Interprète[1]
- Epochen der Musikgeschichte. Entwicklung und Formen der europäischen Musik[2] Gerstenberg Verlag, Hildesheim 2007. (ISBN 978-3-8369-2575-4)
- Kurze Geschichte in 5 Kapiteln: Klassische Musik[3] Jacoby & Stuart, Berlin 2010. (ISBN 978-3-941087-96-5)
- (avec Gregor Willmes :) Pianistenprofile: 600 Interpreten[4] Bärenreiter, Kassel 2008. (ISBN 978-3-7618-1616-5)